# HD 38283 b
HD 38283 b是一顆距離地球約123光年的太陽系外行星，位於山案座，母恆星是視星等7的黃-白矮星HD 38283。

## 概要
該行星是類似土星的太陽系外行星，環繞母恆星的軌道類似地球軌道，因此是位於母恆星適居帶的中間。但該行星的軌道離心率高達0.41，遠大於地球軌道的0.017。該行星與母恆星的距離因此是在0.6（低於金星和太陽距離）到1.44（幾乎是火星和太陽距離）天文單位之間變化。該行星的公轉週期是363.2日，只比地球的公轉週期少2日。它的質量是木星的三分之一，但體積和密度目前不明，並且目前因為不知道它的軌道傾角，無法得知它的真實質量。
該行星可能有類似地球的，可能有液態水和生命存在的衛星，但因為該行星軌道離心率相當高，衛星上的生命演化可能和地球不同。在衛星的表面上也許可看到母行星在空中佔據了一半空間，並且和月球一樣有相位變化。

## 發現
HD 38283 b於2011年4月11日使用英澳望遠鏡以都卜勒光譜學發現。該方式是偵測恆星旁行星重力造成的恆星周期性運動以發現系外行星。